# Bruce-Halbinsel
Die Bruce-Halbinsel (englisch Bruce Peninsula) liegt in Südwest-Ontario (Kanada). Sie ragt 90 km in nordwestlicher Richtung in den Huronsee hinein und trennt dabei den westlich gelegenen Hauptsee von der östlich gelegenen Georgsbucht. Ihre maximale Breite liegt bei etwa 20 km.
Die Bruce-Halbinsel bildet einen Teil der so genannten Niagara-Schichtstufe, die sich über die benachbarte Manitoulin-Insel in westlicher Richtung fortsetzt.
Administrativ liegt die Halbinsel im Bruce County.
Der 1987 gegründete Bruce-Peninsula-Nationalpark liegt im äußersten Nordwesten der Halbinsel. Er dient dem Schutz dieser unberührten Landschaft aus Felsküsten und Wäldern sowie der hier vorkommenden Fauna und Flora. Nördlich des Nationalparks liegt der Fathom Five National Marine Park, welcher kein Nationalpark, sondern ein National Marine Conservation Area ist.
Am Nordwestende der Bruce-Halbinsel liegt der Ortsteil Tobermory der Gemeinde Northern Bruce Peninsula.